# Gießen
Pour les articles homonymes, voir Giessen.
Gießen est une ville universitaire d'Allemagne dans le centre du Land de Hesse, située sur le Lahn et comptant en 2020 94 146 habitants pour 27 927 étudiants. Comme capitale du district et chef-lieu de l'arrondissement du même nom, elle est un centre d'administration, d'éducation et du commerce.

## Quartiers
La ville est divisée en sept quartiers :
- le centre-ville ;
- Allendorf/Lahn ;
- Kleinlinden ;
- Lützellinden ;
- Rödgen ;
- Wieseck ;
- Petersweiher.

## Villes dans les environs
- Wetzlar 15 km
- Marbourg 26 km
- Friedberg (Hessen) 30 km
- Francfort-sur-le-Main 70 km
- Fulda 80 km
- Cassel 130 km
- Darmstadt 95 km

## Histoire
| Appartenances historiques Landgraviat de Hesse 1264–1458 Landgraviat de Haute-Hesse 1458–1500 Landgraviat de Hesse 1500–1567 Landgraviat de Hesse-Marbourg 1567–1604 Landgraviat de Hesse-Darmstadt 1604–1806 Grand-duché de Hesse 1806–1871 Empire allemand 1871–1918 République de Weimar 1918–1933 Reich allemand 1933–1945 Allemagne occupée 1945–1949 Allemagne de l'Ouest 1949–1990 Allemagne 1990–présent |

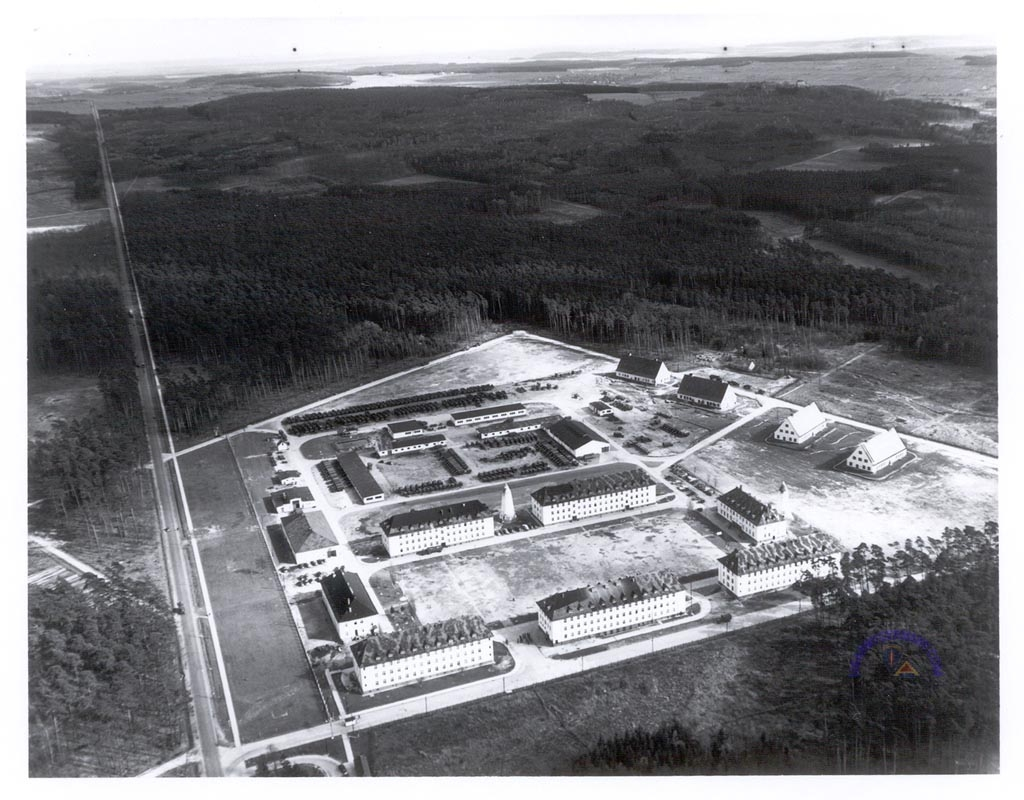
Caserne Verdun de Giessen

En 1152, Gießen est mentionnée comme château fort construit par le comte Wilhelm von Gleiberg. Mais l'histoire de la communauté des environs appelés « Wieseck » remonte à 775.
La ville a été intégrée dans le Landgraviat de Hesse-Marbourg en 1567, passant du Landgraviat de Hesse-Darmstadt en 1604.
L'université de Giessen est fondée en 1607. Gießen est incluse dans le grand-duché de Hesse, créé en 1806 pendant les guerres napoléoniennes.
Après la Première Guerre mondiale pendant laquelle elle a accueilli un camp d'immatriculation et de transit des prisonniers muni d'un lazarett (hôpital militaire), elle fait partie de l'État populaire de Hesse.
Au cours de la Seconde Guerre mondiale, un camp annexe du camp de concentration de Buchenwald y est installé. Les bombardements détruisent environ 75 % de Gießen en 1944, dont la plupart des bâtiments historiques de la ville. Elle fait partie de l'État moderne de Hesse, depuis la guerre. Une base militaire est installée à Gießen par les américains après la Seconde Guerre mondiale. L'US Army Garrison Gießen, possède une garnison de 500 soldats. La base est une ancienne base de l'Armée de l'air allemande (ce que reflète encore l'architecture de certains des bâtiments, dont les logements), elle-même installée sur un ancien terrain d'aviation créé pour les petits avions en 1920, devenue un aérodrome civil en 1929, avant d'être réquisitionnée par la Luftwaffe qui y construira un site de formation de pilotes. Lors de la Seconde Guerre mondiale, ce site servira de base à une unité de bombardiers. En 1969, le site est divisé par l'US army en deux, avec 1) Giessen Army Depot et 2) le Support Activity Giessen (AAFES Redistribution Center). Le 28 septembre 2007, le casernement de Gießen, et tous les autres de la grande région de Gießen ont été rendus aux autorités locales allemandes.
En 1977, Gießen fusionne avec la ville voisine de Wetzlar pour former la nouvelle ville de Lahn, mais cette tentative de réorganiser l'administration a été annulée en 1979.

## Transport

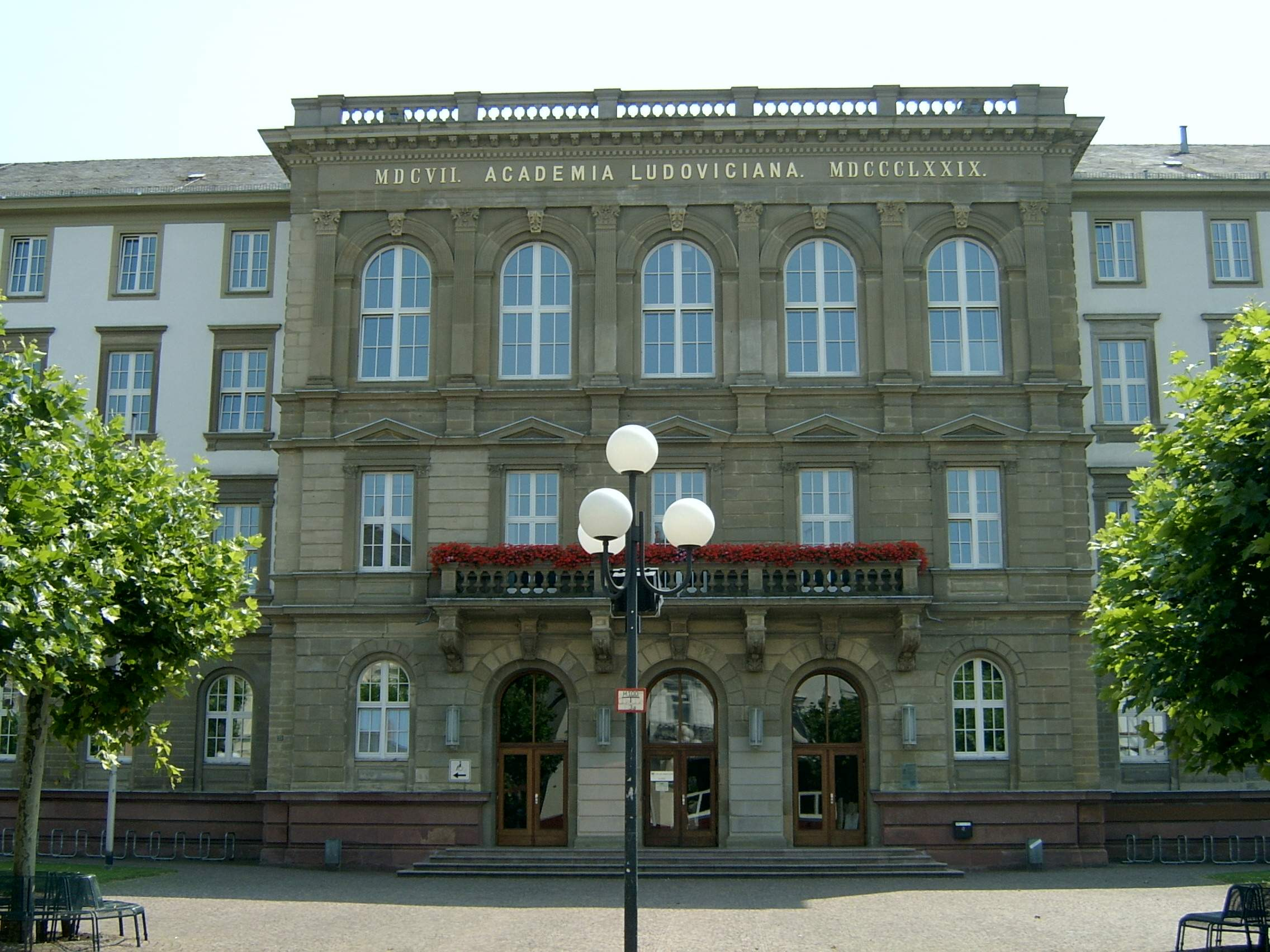
Bâtiment principal de l'université.

La ville est un nœud dans les systèmes de transports ferroviaire et autoroutier. Elle est entourée par des autoroutes d'importance européenne : A5, A45/E41, E40, E44, A480, A485.
La desserte ferroviaire de la ville est assurée par la gare de Gießen.

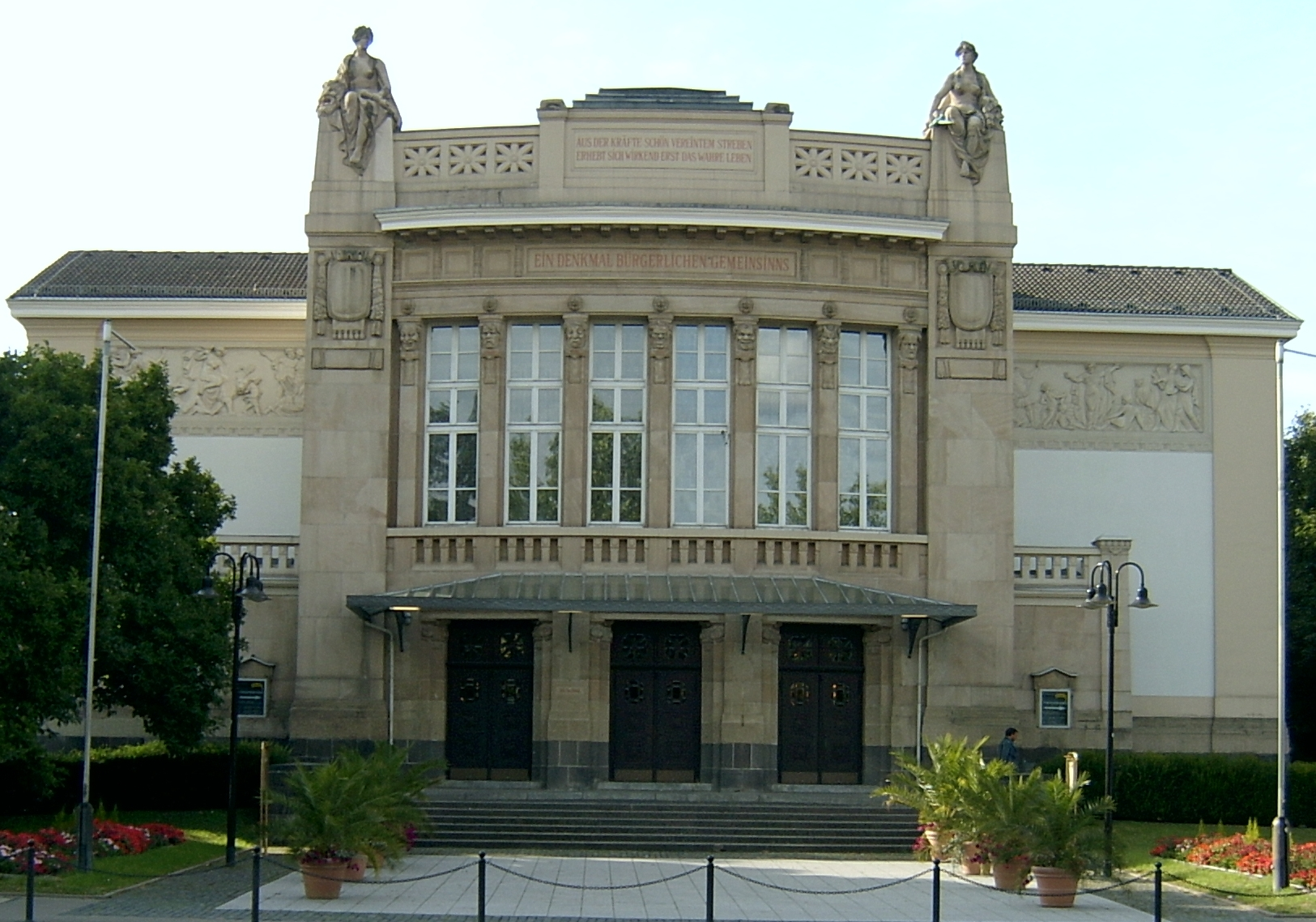
Théâtre municipal.

## Culture
La vie culturelle est dominée par le Théâtre municipal ouvert en 1907. Il y a trois musées renommés, un musée communal, le Oberhessisches Museum, un musée consacré au chimiste Justus Liebig et depuis 2002 le Mathematikum, unique en Allemagne.

### Université de Gießen
L'université de Gießen a été fondée en 1607 par des professeurs luthériens de l'Université de Marbourg qui refusaient de se convertir au calvinisme. Jusqu'en 1945, elle se nommait Ludoviciana d'après le fondateur, le landgrave de Hesse-Darmstadt Louis V. Depuis sa réouverture en 1957, elle porte le nom de Justus-Liebig Universität, d'après le fameux chimiste Justus von Liebig.

### Université des Sciences Appliquées
En 1971 fut fondée une université technique, l'Université technologique de Mittelhessen avec 10 000 étudiants.

### Haute École théologique libre
En 2008, fut fondée la Haute École théologique libre de Gießen (Freie Theologische Hochschule Gießen) avec 144 étudiants.

### Jardin botanique
À partir de 1609 le médecin et botaniste Ludwig Jungermann a installé un jardin de plantes médicinales (Hortus medicus). Le jardin botanique de Gießen existe toujours, étant un des plus anciens jardins botaniques d'Allemagne.

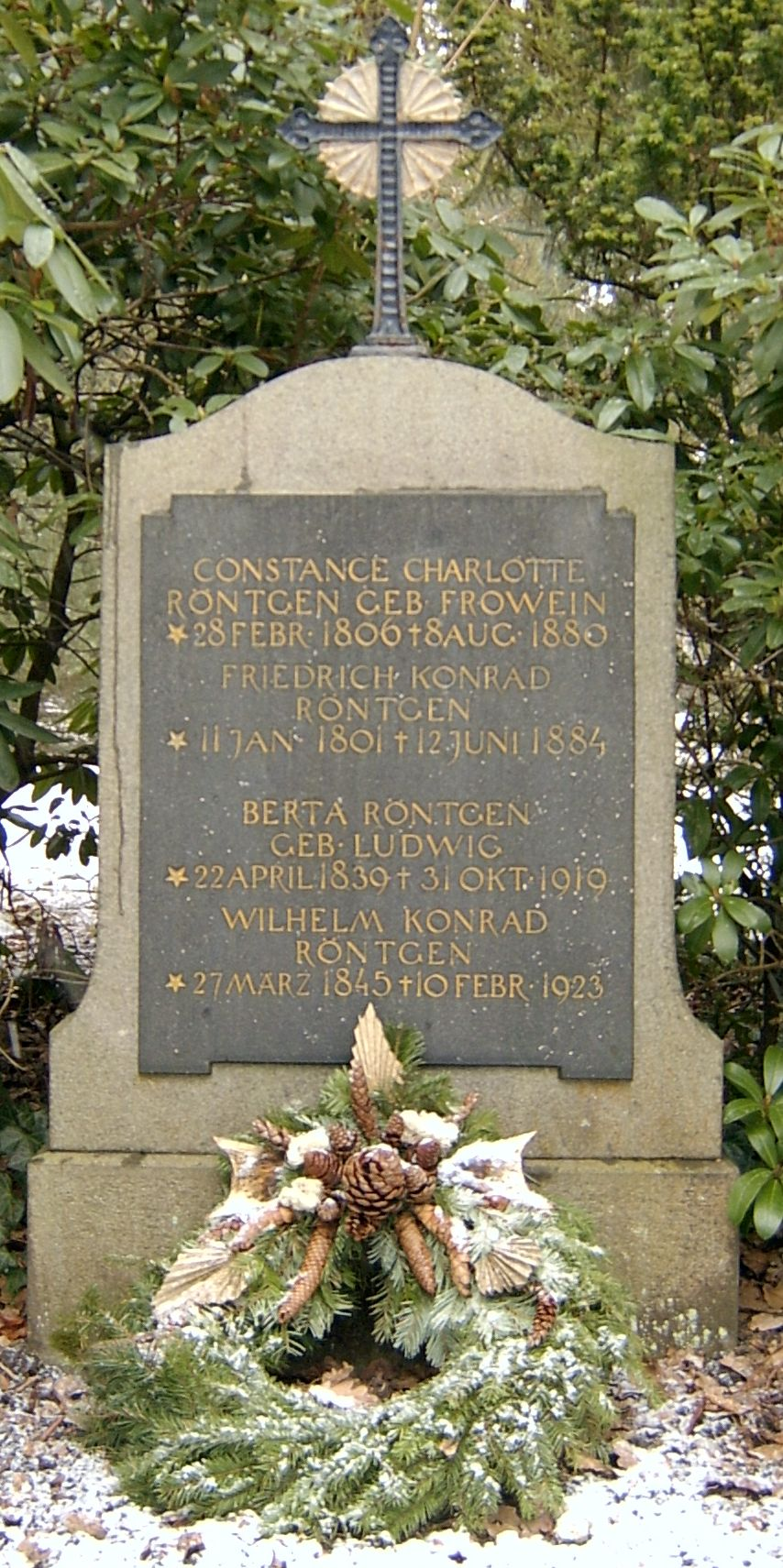
Tombeau de la famille Röntgen au Vieux Cimetière

### Alter Friedhof
Au Vieux Cimetière se trouvent nombreux tombeaux de personnages célèbres, parmi comme exemple le tombeau de Wilhelm Röntgen. Ce cimetière fut établi en 1530 en dehors des nouvelles fortifications et utilisé jusqu'en 1900.

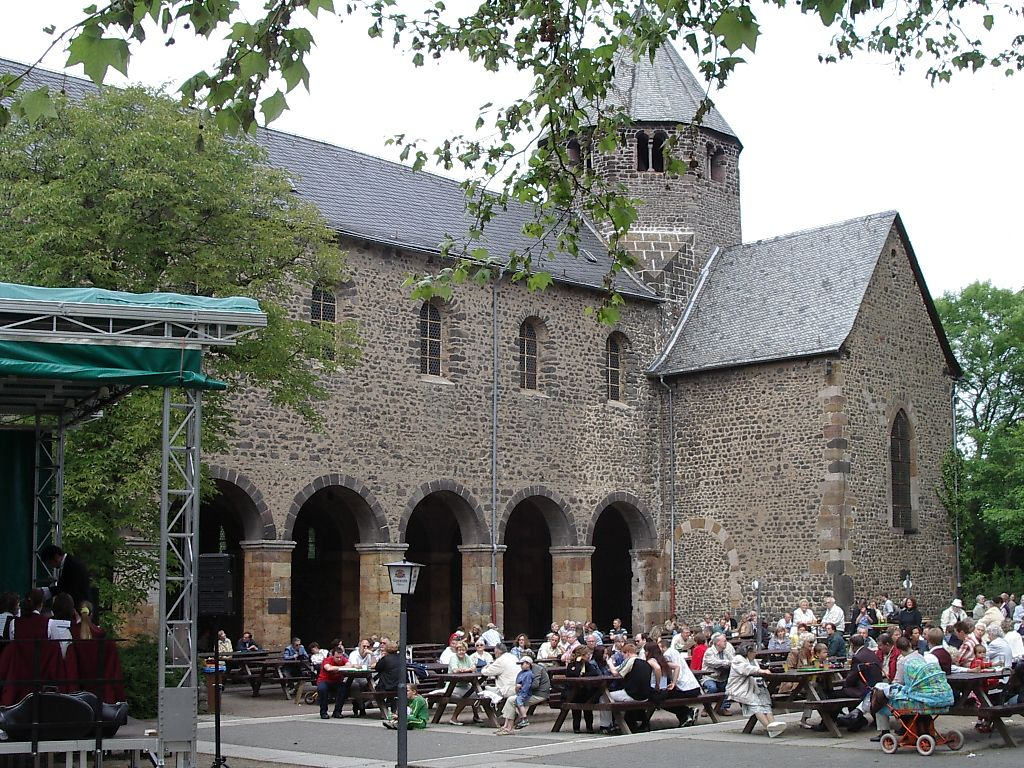
Schiffenberg : ancienne église conventuelle

## Lieux de loisir
Proche du centre-ville, on peut se promener dans le Jardin botanique (Botanischer Garten), aux rives du Lahn ou du Schwanenteich (Lac aux cygnes). Sur les collines entourant la ville se trouvent des anciens châteaux forts comme le Gleiberg et Staufenberg et l'ancien monastère de Schiffenberg maintenant convertis en restaurants. Sur le Schiffenberg il y a un programme culturel avec des représentations musicales.

## Personnalités célèbres liées à la ville

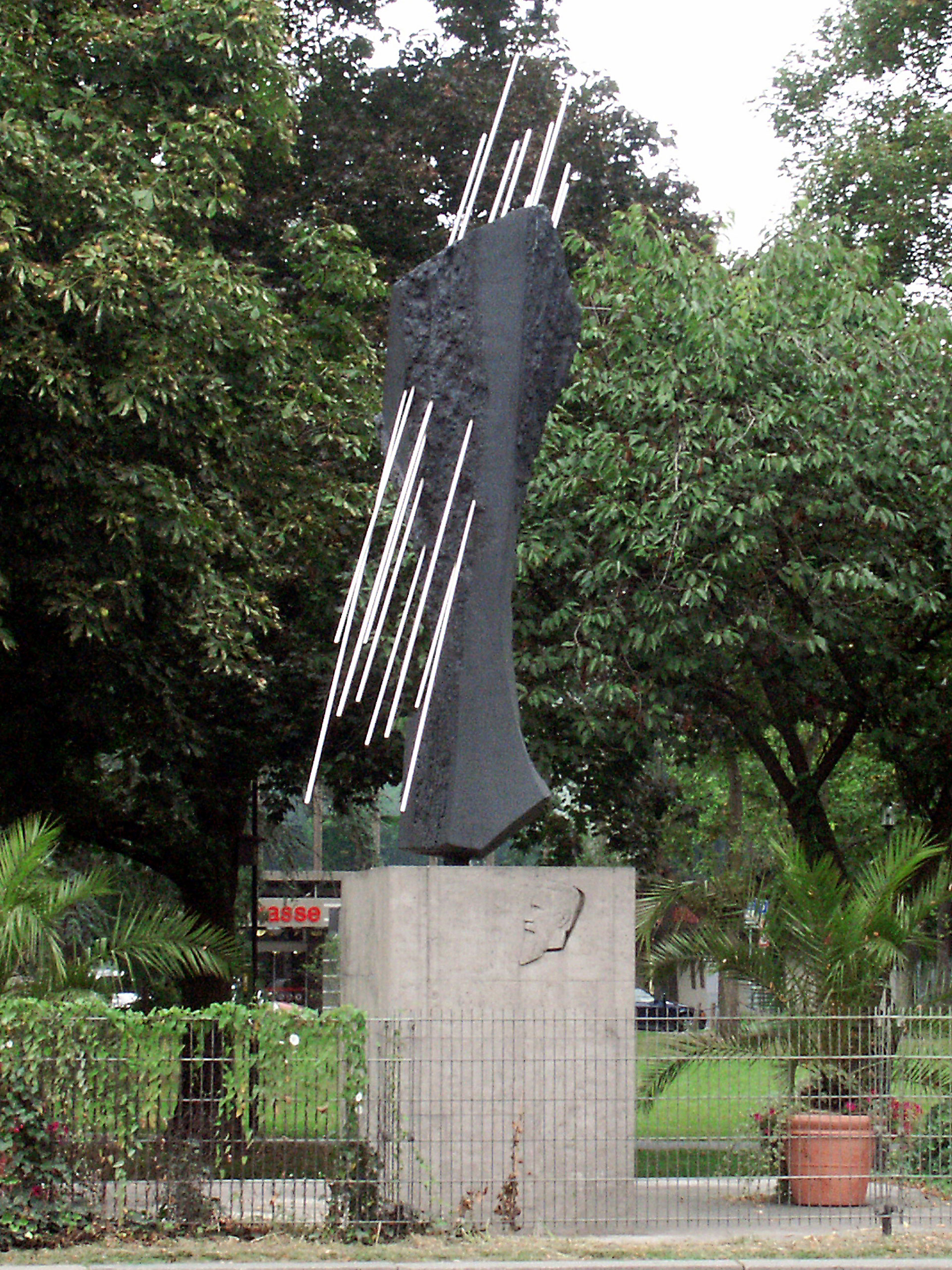
Mémorial pour Röntgen

- Ludwig Jungermann (1572-1653), médecin et botaniste allemand, professeur à l'université de Gießen, créa le jardin de plante médicinale à Gießen.
- Johann Just Winckelmann (1620-1699), historien et auteur allemand, né à Gießen.
- Jean-Georges Wille (1715-1808), né à Gießen et mort à Paris, graveur français de naissance allemande, qui exerça essentiellement son art en France.
- Moritz Balthasar Borkhausen (1760-1806), naturaliste allemand, né à Gießen.
- Ernst Dieffenbach (1811-1855), explorateur, médecin, géologue et naturaliste allemand, né à Gießen.
- Alfred Clebsch (1833-1872), mathématicien allemand, professeur à l'université de Gießen.
- Rudolf Hoppe (1922-2014), chimiste, mort à Gießen.
- Georg Friedrich Knapp (1842-1926), économiste allemand et fondateur de l’École de la théorie monétaire des Chartalistes, né à Gießen.
- Wilhelm Röntgen (1845-1923), physicien allemand, professeur de physique à l'université de Gießen (1879-1888), lauréat du premier prix Nobel de physique.
- Liselotte Marshall (1923-2017), écrivaine allemande d'origine juive.
- Richard de Sayn-Wittgenstein-Berlebourg (1934-2017), mari de la princesse Benedikte de Danemark et donc le beau-frère de Margrethe II de Danemark, né à Gießen.
- Volker Bouffier (1951-), homme politique allemand, ministre-président du land de Hesse, né à Gießen.
- Hanns Martell (1955-), producteur, auteur-compositeur et chanteur né à Gießen.
- Heinrich Bernhard Rupp
- Justus von Liebig
- Georg Büchner
- Friedrich Kellner
- Carl Vogt
- Ludwig Büchner
- Wilhelm Liebknecht
- August Wilhelm von Hofmann
- Karl-Wilhelm von Schlieben
- Agnes von Zahn-Harnack
- Frank-Walter Steinmeier
- Démis Nikolaïdis
- Wilhelm Sievers
- Stefan Bellof
- Juli, groupe de musique pop/rock allemande
- Le compositeur Ferdinand Küchler
- Hermann Hirt, philologue et indo-européaniste
- Margret Fürer (1927-2012), chanteuse et humoriste allemande.
- Ernst Leitz II (1871-1956), homme d'affaires allemand organisateur du Train Leica de la liberté, y est mort.
- Harald Lesch (1960-) , physicien et vulgarisateur scientifique est né à Giessen
- Charles Michael Friedek (1971_), athlète, champion du monde du triple saut, natif de la localité.
- 3Steps, collectif d'art contemporain attaché à l'Université de Giessen

## Jumelages
La ville de Gießen est jumelée avec:
- Morąg (Pologne) depuis 1954 ;
- Winchester (Royaume-Uni) depuis le 15 septembre 1962 ;
- Ferrare (Italie) depuis le 17 septembre 1998. En suspens ;
- Netanya (Israël) depuis le 26 juin 1978 ;
- San Juan del Sur (Nicaragua) depuis le 4 juillet 1986 ;
- Waterloo (États-Unis) depuis le 30 juin 1981 ;
- Gödöllő (Hongrie) depuis le 22 novembre 1988 ;
- Hradec Králové (Tchéquie) depuis le 25 mai 1990 ;
- Wenzhou (Chine) depuis 1990.